# جاك وايتهول
جاك بيتر بنديكت وايتهول (بالإنجليزية: Jack Whitehall) (مواليد 7 يوليو 1988) كوميدي ومقدم تلفزيوني وممثل وكاتب إنجليزي. يشتهر بكوميديا الوقوف ، حيث قام ببطولة مسلسل التلفزيوني لحم طازج (2011–2016) ولعبه Alfie Wickers في المسلسل التلفزيوني تعليم سئ (2012–2014) والفيلم العرضي فيلم التعليم السيئ (2015) ، وكلاهما شارك أيضًا في كتابته.

## روابط خارجية
- جاك وايتهول على موقع IMDb (الإنجليزية)
- جاك وايتهول على موقع ألو سيني (الفرنسية)
- جاك وايتهول على موقع ميوزك برينز (الإنجليزية)
- جاك وايتهول على موقع قاعدة بيانات الفيلم (الإنجليزية)

- جاك وايتهول في قاعدة بيانات الأفلام على الإنترنت
- Jack Whitehall official website
- jackwhitehallعلى تويتر.